# ته‌یانگ
دونگ یونگ-به (کره‌ای: 동영배؛ زادهٔ ۱۸ مه ۱۹۸۸) که بیشتر با نام‌های هنری‌اش ته‌یانگ (انگلیسی: Taeyang، به معنی «خورشید» در کره‌ای) و سول (انگلیسی: SOL، زمانی که در ژاپن اجرا می‌کند) شناخته می‌شود، خواننده، ترانه‌سرا و رقصندهٔ اهل کره جنوبی است. پس از حضور در موزیک ویدئوی جینوسیون با نام «آ-یو»، ته‌یانگ کارآموزی خود را در سن دوازده سالگی تحت نظر وای‌جی انترتینمنت آغاز کرد. شش سال بعد، در سال ۲۰۰۶ او به عنوان یکی از اعضای گروه پسرانهٔ کره‌ای بیگ بنگ فعالیت خود را آغاز کرد.که در نهایت این گروه یکی از گروه‌های پرفروش دیجیتال در تمام دوران‌ها در آسیا و یکی از پرفروش‌ترین گروه‌های پسرانه در جهان شد.
پس از انتشار چندین آلبوم و نمایش‌های طولانی با گروه خود، ته یانگ در سال ۲۰۰۸ به دنبال یک حرفه انفرادی بود و اولین نمایشنامه خود را به نام Hot منتشر کرد. EP مورد تحسین منتقدان قرار گرفت و برنده جایزه بهترین آلبوم R&B & Soul در ششمین جوایز موسیقی کره شد. پس از Hot اولین آلبوم استودیویی کامل او به نام Solar (2010) منتشر شد که بیش از ۱۰۰۰۰۰ نسخه فروش داشت. دومین آلبوم استودیویی او، Rise (2014)، در رتبه ۱۱۲ بیلبورد ۲۰۰ ایالات متحده قرار گرفت و به بالاترین رتبه آلبوم یک نوازنده کره ای در جدول تبدیل شد، در حالی که تک آهنگ اصلی آن، "Eyes, Nose, Lips" به اوج رسید. "، در بیلبورد K-pop Hot 100 به مقام اول رسید و اولین نفر برتر را در جدول انفرادی در آن چارت به ارمغان آورد. "چشم، بینی، لب" در جوایز موسیقی آسیایی Mnet 2014 و بیست و نهمین جوایز دیسک طلایی جایزه آهنگ سال را دریافت کرد. سومین آلبوم استودیویی او، شب سفید، در سال ۲۰۱۷ منتشر شد. مهارت‌های آوازی ته یانگ که به عنوان "شاهزاده R&B" کره ای شناخته می‌شود مورد تحسین منتقدان موسیقی قرار گرفته‌است و او به عنوان یکی از بهترین خواننده‌های کره جنوبی در نظر گرفته می‌شود.
جوایز: جایزه MAMA برای آهنگ سال، بخش آهنگ جایزه دیسک طلایی